# Bekobod
Bekobod (kyrillisch Бекобод; russisch Бекабад Bekabad) ist eine kreisfreie Stadt in der usbekischen Viloyat Taschkent. Gemäß der Bevölkerungszählung 1989 hatte Bekobod damals 82.700 Einwohner, einer Berechnung für 2009 zufolge beträgt die Einwohnerzahl 101.292.

## Geografie
Bekobod befindet sich etwa 115 km südlich der Hauptstadt Taschkent auf etwa 305 m Seehöhe. Die Stadt liegt an der Grenze zur tadschikischen Viloyat Sughd und zur usbekischen Viloyat Sirdaryo an beiden Ufern des Flusses Syrdarja zwischen der Öffnung des Ferghanatals und der Mirzachoʻl-Steppe.

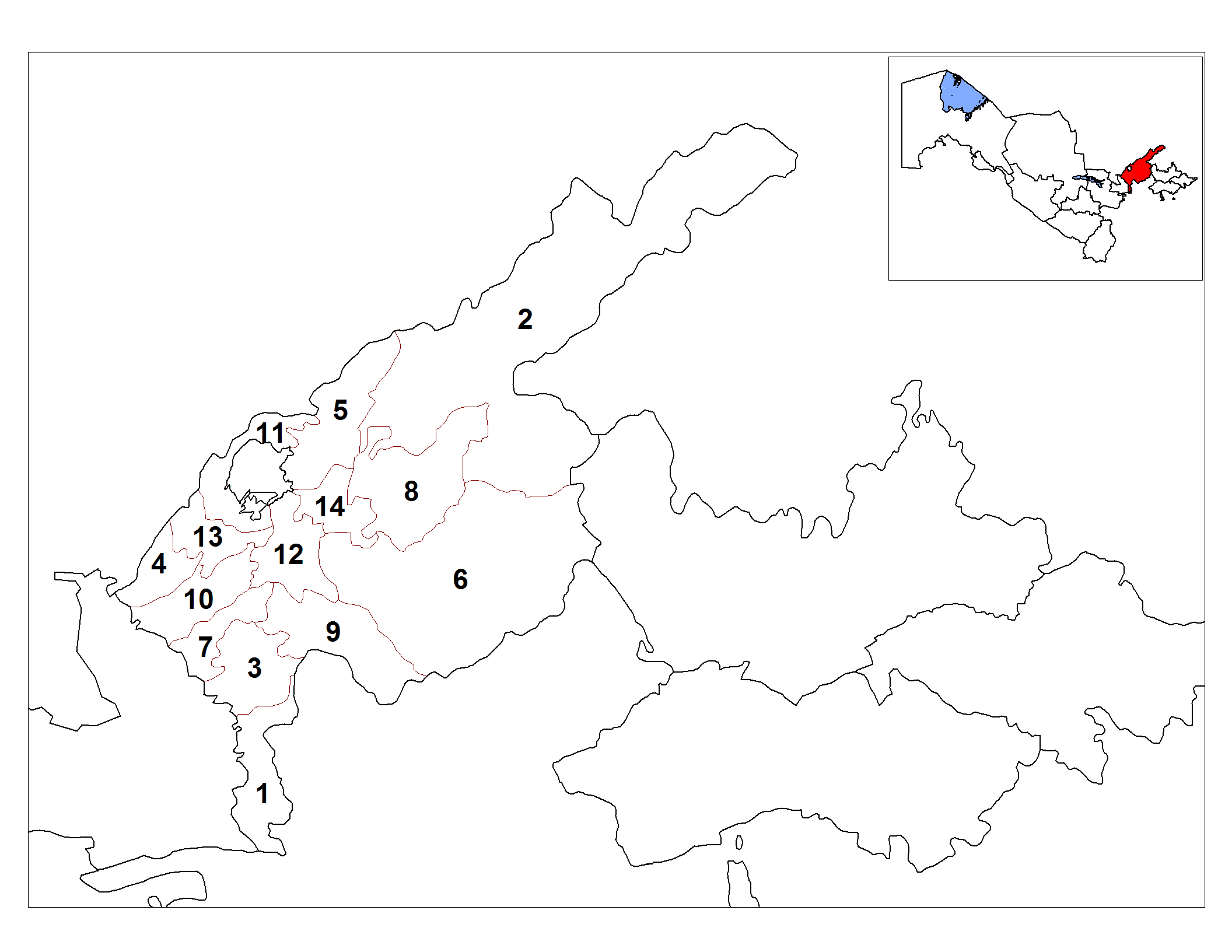
Tumane in der Viloyat Taschkent; der Tuman Bekobod ist als Nummer 1 gekennzeichnet

Bekobod ist eine kreisfreie Stadt, der gleichnamige Tuman Bekobod mit dem Hauptort Zafar ist der südlichste der Viloyat Taschkent.

## Geschichte
Gegründet wurde Bekobod 1945 als Беговат, Begowat, an der Stelle eines kleinen Ortes; die Umbenennung in Bekobod/Bekabad erfolgte 1964.
In Bekobod bestand das Kriegsgefangenenlager 288, Begowat, für deutsche Kriegsgefangene des Zweiten Weltkriegs. Es wurde mit Stalingradgefangenen aufgemacht und bestand nur während des Krieges. Es ging dann sehr wahrscheinlich im Kriegsgefangenenlager 386, Taschkent, auf.

## Wirtschaft und Infrastruktur
Bekobod liegt an der Bahnlinie von Xovos nach Qoʻqon, die durch den tadschikischen Teil des Ferghanabeckens verläuft. Bekobod ist ein Zentrum der Metall-Industrie; der nahegelegene Farhod-Staudamm ist für die Strom- und Wasserversorgung Usbekistans bedeutsam.

## Kultur und Sehenswürdigkeiten

### Sport
In Bekobod ist der zweimalige usbekische Fußballpokalsieger Metallurg Bekobod beheimatet. Er spielt aktuell in der höchsten Liga des Landes, der Uzbekistan Super League.

## Persönlichkeiten
- Fazliddin Gʻoibnazarov (* 1991), Boxer
- Dostonbek Hamdamov (* 1996), Fußballspieler